# Línea Yokogawara

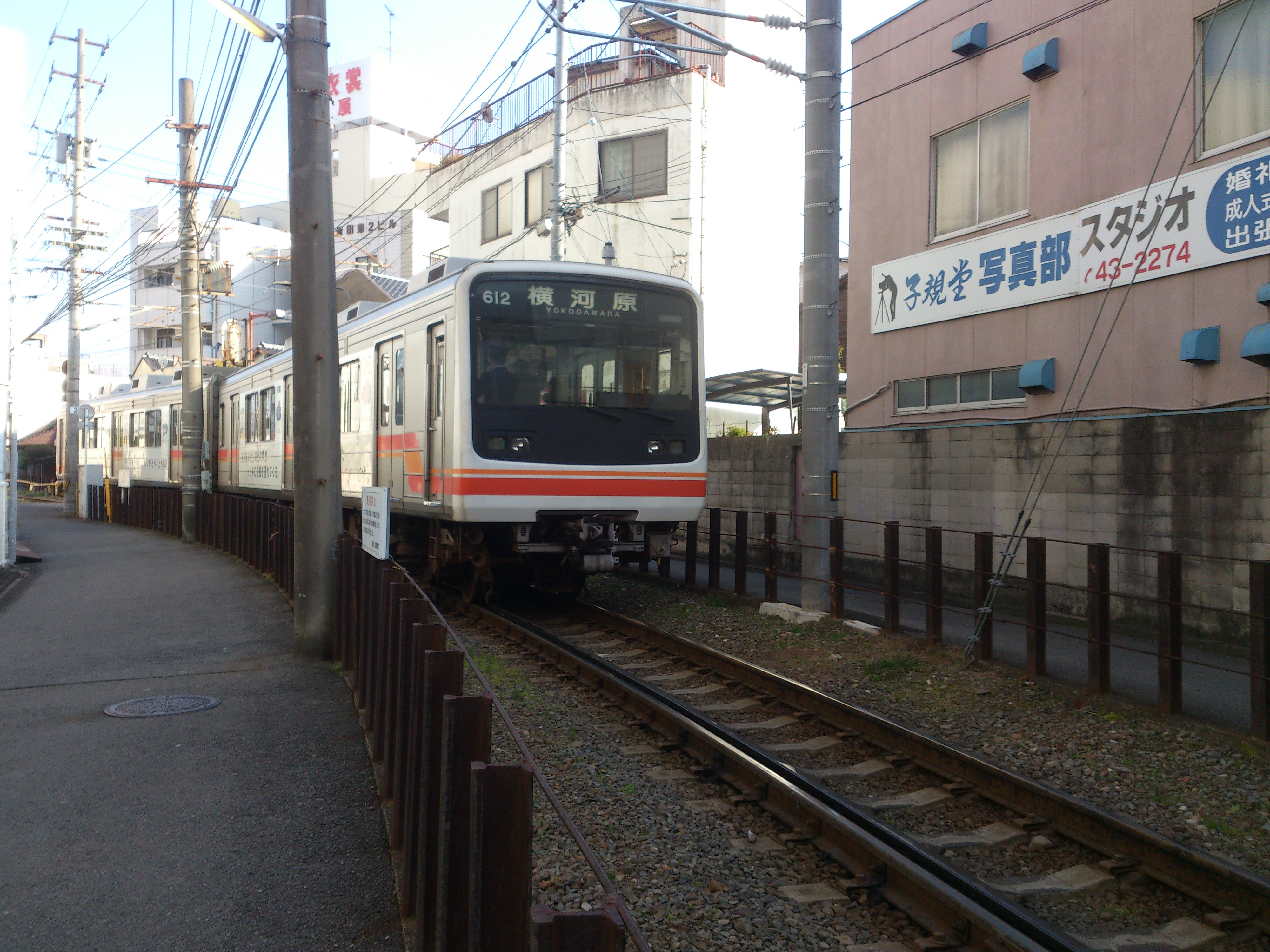
Tren Iyotetsu 610 series circulando en la línea Yokogawara

La línea Yokogawara (横河原線 Yokogawara-sen?) es una línea de ferrocarril local de Ferrocarril Iyo que se extiende entre las ciudades de Matsuyama y Tōon, ambas en la prefectura de Ehime. Sus estaciones cabeceras son las estaciones Ciudad de Matsuyama, en la ciudad homónima, y la estación Yokogawara (横河原駅 Yokogawara-eki?), en la ciudad de Tōon.

## Características
En su trayecto se encuentra el templo Jodo (浄土寺 Jōdo-ji?) y el hospital anexo de la Facultad de Medicina de la Universidad de Ehime (愛媛大学 Ehime-daigaku?).

## Datos
- Distancia total: 13,2 km
- Ancho de vía: 1067mm
- Cantidad de estaciones: 15 (incluidas las cabeceras)
- Cantidad de vías: vía única
- Electrificación: toda la línea (DC750V)

## Estaciones
La mayor parte de los servicios se comunica en forma directa con la línea Takahama.
1. Estación Ciudad de Matsuyama (松山市駅 Matsuyamashi-eki?), combinación con las líneas locales Takahama y Gunchū, y la línea urbana Hanazono.
2. Estación Parque Ishitegawa (石手川公園駅 Ishitegawa-kōen-eki?)
3. Estación Iyo-Tachibana (いよ立花駅 Iyotachibana-eki?)
4. Estación Fukuonji (福音寺駅 Fukuonji-eki?)
5. Estación Kita-Kume (北久米駅 Kitakume-eki?)
6. Estación Kume (久米駅 Kume-eki?)
7. Estación Takanoko (鷹ノ子駅 Takanoko-eki?)
8. Estación Hirai (平井駅 Hirai-eki?)
9. Estación Umenomoto (梅本駅 Umenomoto-eki?)
10. Estación Apartamentos de Ushibuchi (牛渕団地前駅 Ushibuchi-danchimae-eki?)
11. Estación Ushibuchi (牛渕駅 Ushibuchi-eki?)
12. Estación Tanokubo (田窪駅 Tanokubo-eki?)
13. Estación Minara (見奈良駅 Minara-eki?)
14. Estación Entrada Sur de Facultad de Medicina, Universidad de Ehime (愛大医学部南口駅 Aidai-igakubu-minamiguchi-eki?)
15. Estación Yokogawara (横河原駅 Yokogawara-eki?)

Barrio
- 1 ~ 9：Ciudad de Matsuyama
- 10 ~ 15：Ciudad de Tōon

## Servicios
Solo cuenta con servicios comunes y la mayor parte de ellos se conecta en forma directa con la línea Takahama. Tiene una frecuencia de quince minutos.

## Historia
- 1893: el 7 de mayo se inaugura el tramo comprendido entre las estaciones Togawa (外側駅 Togawa-eki?), actual estación Ciudad de Matsuyama, y Hiraikawara (平井河原駅 Hiraikawara-eki?), actual estación Hirai.
- 1899: el 4 de octubre se inaugura el tramo comprendido entre las estaciones Hiraikawara (actual estación Hirai) y Yokogawara.
- 1902: el 1° de junio la estación Sotogawa pasa a llamarse estación Matsuyama, y la estación Hiraikawara pasa a llamarse estación Hirai.
- 1927: el 1° de marzo la estación Matsuyama pasa a denominarse estación Ciudad de Matsuyama, y la estación Tachibana (立花駅 Tachibana-eki?) pasa a llamarse estación Iyo-Tachibana.
- 1931: el 6 de octubre toda la línea pasa de tener un ancho de vía de 762 mm a tener un ancho de vía de 1067 mm.
- 1935: el 1° de mayo se inaugra la estación Umenomoto.
- 1938: el 4 de septiembre se inaugura la estación Minara.
- 1965: el 1° de diciembre se elimina la línea Morimatsu (森松線 Morimatsu-sen?), que se bifurcaba desde la línea Yokogawara en la estación Iyo-Tachibana.
- 1966: el 1° de noviembre la original estación Tanokubo pasa a denominarse estación Ushibuchi.
- 1967: el 1° de enero se inauguran la estación Kita-Kume y la nueva estación Tanokubo.
- 1967: el 10 de junio se electrifica el tramo entre las estaciones Ciudad de Matsuyama y Hirai.
- 1967: el 1° de octubre se electrifica el tramo entre las estaciones Hirai y Yokogawara.
- 1968: el 10 de febrero se inaugura la estación Fukuonji.
- 1970: el 1° de mayo se inaugura la estación Apartamentos de Ushibuchi.
- 1981: el 10 de agosto se inaugura la estación Entrada Sur de Facultad de Medicina, Universidad de Ehime.